# Cuneo Granda Volley 2021-2022
Questa voce raccoglie le informazioni riguardanti il Cuneo Granda Volley nelle competizioni ufficiali della stagione 2021-2022.

## Stagione
Nella stagione 2021-22 il Cuneo Granda Volley assume la denominazione sponsorizzata di Bosca San Bernardo Cuneo.
Partecipa per la quarta volta alla Serie A1; chiude la regular season di campionato al settimo posto in classifica, qualificandosi per i play-off scudetto, dove viene eliminata nei quarti di finale dall'AGIL.
Grazie all'ottavo posto nella classifica avulsa determinata in base alle partite di campionato disputate fino alla data del 24 dicembre 2021, la Cuneo Granda si qualifica per la Coppa Italia, uscendo ai quarti di finale a seguito della sconfitta contro l'Imoco.

## Organigramma societario
Area direttiva
- Presidente: Diego Borgna

Area tecnica
- Allenatore: Andrea Pistola
- Allenatore in seconda: Domenico Petruzzelli
- Assistente allenatore: Fabio Genre

## Rosa
| N° | Nome                | Ruolo | Data di nascita   | Nazionalità sportiva |
| -- | ------------------- | ----- | ----------------- | -------------------- |
| 1  | Sof'ja Kuznecova    | S     | 31 ottobre 1999   | Russia               |
| 2  | Alice Degradi       | S     | 10 aprile 1996    | Italia               |
| 4  | Federica Squarcini  | C     | 24 settembre 2000 | Italia               |
| 5  | Ilaria Spirito      | L     | 20 febbraio 1994  | Italia               |
| 6  | Gaia Giovannini     | S     | 17 dicembre 2001  | Italia               |
| 7  | Elisa Zanette       | O     | 17 febbraio 1996  | Italia               |
| 9  | Beatrice Agrifoglio | P     | 1º gennaio 1994   | Italia               |
| 11 | Lucille Gicquel     | O     | 13 novembre 1997  | Francia              |
| 13 | Noemi Signorile     | P     | 15 febbraio 1990  | Italia               |
| 16 | Sara Caruso         | C     | 5 febbraio 2001   | Italia               |
| 18 | Marrit Jasper       | S     | 28 febbraio 1996  | Paesi Bassi          |
| 20 | Alice Gay           | L     | 4 ottobre 2002    | Italia               |
| 22 | Federica Stufi      | C     | 22 marzo 1988     | Italia               |

## Mercato
| Acquisti | Acquisti            | Acquisti              | Acquisti   |
| R.       | Nome                | da                    | Modalità   |
| -------- | ------------------- | --------------------- | ---------- |
| P        | Beatrice Agrifoglio | Wealth Planet Perugia | definitivo |
| C        | Sara Caruso         | Marsala               | definitivo |
| O        | Lucille Gicquel     | Imoco                 | definitivo |
| S        | Sof'ja Kuznecova    | Dinamo Mosca          | definitivo |
| S        | Marrit Jasper       | Millenium Brescia     | definitivo |
| L        | Ilaria Spirito      | Roma Club             | definitivo |
| C        | Federica Squarcini  | Pro Victoria          | definitivo |
| C        | Federica Stufi      | Casalmaggiore         | definitivo |
| S        | Elisa Zanette       | AGIL                  | definitivo |

| Cessioni | Cessioni                | Cessioni         | Cessioni   |
| R.       | Nome                    | a                | Modalità   |
| -------- | ----------------------- | ---------------- | ---------- |
| O        | Erblira Bici            | Roma Club        | definitivo |
| S        | Adelina Budăi-Ungureanu | UYBA             | definitivo |
| C        | Sonia Candi             | Pro Victoria     | definitivo |
| C        | Francesca Fava          | Perugia          | definitivo |
| S        | Massiel Matos           | Emevé            | definitivo |
| O        | Milka Stijepić          | Balatonfüred     | definitivo |
| P        | Alice Turco             | Adolfo Consolini | definitivo |
| C        | Katerina Zakchaiou      | Pro Victoria     | definitivo |
| L        | Giorgia Zannoni         | UYBA             | definitivo |

## Risultati

### Serie A1

#### Girone di andata
| 1ª giornata - 10 ottobre 2021 PalaCastagnaretta, Cuneo        | Cuneo Granda  | 0 - 3 | Roma Club             | 20-25, 21-25, 24-26               |
| 2ª giornata - 17 ottobre 2021 PalaSanbapolis, Trento          | Trentino Rosa | 2 - 3 | Cuneo Granda          | 16-25, 25-17, 21-25, 16-25, 4-15  |
| 3ª giornata - 20 ottobre 2021 PalaCastagnaretta, Cuneo        | Cuneo Granda  | 0 - 3 | Savino Del Bene       | 24-26, 23-25, 21-25               |
| 4ª giornata - 23 ottobre 2021 PalaWanny, Firenze              | San Casciano  | 3 - 1 | Cuneo Granda          | 23-25, 25-16, 25-23, 25-18        |
| 5ª giornata - 31 ottobre 2021 PalaCastagnaretta, Cuneo        | Cuneo Granda  | 3 - 0 | Megavolley            | 25-21, 25-18, 25-23               |
| 6ª giornata - 7 novembre 2021 PalaTerdoppio, Novara           | AGIL          | 3 - 1 | Cuneo Granda          | 26-24, 25-14, 22-25, 25-22        |
| 7ª giornata - 14 novembre 2021 PalaCastagnaretta, Cuneo       | Cuneo Granda  | 2 - 3 | Imoco                 | 25-22, 15-25, 25-20, 18-25, 8-15  |
| 8ª giornata - 21 novembre 2021 PalaMaddalene, Chieri          | Chieri '76    | 3 - 2 | Cuneo Granda          | 25-18, 14-25, 25-22, 23-25, 15-11 |
| 9ª giornata - 28 novembre 2021 PalaCastagnaretta, Cuneo       | Cuneo Granda  | 2 - 3 | Pro Victoria          | 25-23, 19-25, 11-25, 25-22, 12-15 |
| 10ª giornata - 5 dicembre 2021 PalaRadi, Cremona              | Casalmaggiore | 1 - 3 | Cuneo Granda          | 24-26, 26-24, 17-25, 23-25        |
| 11ª giornata - 12 dicembre 2021 PalaCastagnaretta, Cuneo      | Cuneo Granda  | 3 - 0 | Bergamo 1991          | 25-19, 25-21, 25-19               |
| 12ª giornata - 18 dicembre 2021 PalaCastagnaretta, Cuneo      | Cuneo Granda  | 3 - 2 | Wealth Planet Perugia | 22-25, 25-22, 20-25, 25-20, 15-11 |
| 13ª giornata - 16 febbraio 2022 PalaPiantanida, Busto Arsizio | UYBA          | 3 - 0 | Cuneo Granda          | 25-23, 25-16, 25-12               |

#### Girone di ritorno
| 14ª giornata - 2 marzo 2022 Palazzo dello Sport, Roma            | Roma Club             | 2 - 3 | Cuneo Granda  | 21-25, 26-24, 25-22, 17-25, 14-16 |
| 15ª giornata - 16 gennaio 2022 PalaCastagnaretta, Cuneo          | Cuneo Granda          | 3 - 2 | Trentino Rosa | 18-25, 25-19, 17-25, 25-19, 15-8  |
| 16ª giornata - 23 gennaio 2022 Palazzetto dello Sport, Scandicci | Savino Del Bene       | 3 - 2 | Cuneo Granda  | 16-25, 22-25, 25-21, 25-19, 15-9  |
| 17ª giornata - 29 gennaio 2022 PalaCastagnaretta, Cuneo          | Cuneo Granda          | 3 - 0 | San Casciano  | 31-29, 25-13, 26-24               |
| 18ª giornata - 6 febbraio 2022 PalaCarneroli, Urbino             | Megavolley            | 0 - 3 | Cuneo Granda  | 20-25, 23-25, 21-25               |
| 19ª giornata - 12 febbraio 2022 PalaCastagnaretta, Cuneo         | Cuneo Granda          | 0 - 3 | AGIL          | 16-25, 23-25, 19-25               |
| 20ª giornata - 20 febbraio 2022 PalaVerde, Villorba              | Imoco                 | 3 - 1 | Cuneo Granda  | 25-23, 25-16, 23-25, 25-23        |
| 21ª giornata - 27 febbraio 2022 PalaCastagnaretta, Cuneo         | Cuneo Granda          | 3 - 2 | Chieri '76    | 25-18, 22-25, 25-20, 21-25, 16-14 |
| 22ª giornata - 5 marzo 2022 Palazzetto dello Sport, Monza        | Pro Victoria          | 3 - 0 | Cuneo Granda  | 25-23, 25-21, 25-20               |
| 23ª giornata - 13 marzo 2022 PalaCastagnaretta, Cuneo            | Cuneo Granda          | 3 - 0 | Casalmaggiore | 25-15, 25-12, 25-22               |
| 24ª giornata - 20 marzo 2022 Palazzetto dello sport, Bergamo     | Bergamo 1991          | 3 - 2 | Cuneo Granda  | 21-25, 18-25, 27-25, 25-15, 15-12 |
| 25ª giornata - 26 marzo 2022 PalaEvangelisti, Perugia            | Wealth Planet Perugia | 1 - 3 | Cuneo Granda  | 25-21, 23-25, 22-25, 24-26        |
| 26ª giornata - 2 aprile 2022 PalaCastagnaretta, Cuneo            | Cuneo Granda          | 3 - 2 | UYBA          | 30-28, 24-26, 19-25, 25-22, 15-13 |

#### Play-off scudetto
| Quarti di finale (gara 1) - 9 aprile 2022 PalaTerdoppio, Novara     | AGIL         | 3 - 0 | Cuneo Granda | 25-19, 25-17, 25-16        |
| Quarti di finale (gara 2) - 12 aprile 2022 PalaCastagnaretta, Cuneo | Cuneo Granda | 3 - 1 | AGIL         | 25-22, 22-25, 25-21, 25-15 |
| Quarti di finale (gara 3) - 16 aprile 2022 PalaTerdoppio, Novara    | AGIL         | 3 - 0 | Cuneo Granda | 25-23, 25-12, 25-23        |

### Coppa Italia
| Quarti di finale - 30 dicembre 2021 PalaVerde, Villorba | Imoco | 3 - 1 | Cuneo Granda | 23-25, 25-14, 25-22, 25-14 |

## Statistiche

### Statistiche di squadra
| Competizione | Punti | In casa | In casa | In casa | In trasferta | In trasferta | In trasferta | Totale | Totale | Totale |
| Competizione | Punti | G       | V       | P       | G            | V            | P            | G      | V      | P      |
| ------------ | ----- | ------- | ------- | ------- | ------------ | ------------ | ------------ | ------ | ------ | ------ |
| Serie A1     | 38    | 14      | 9       | 5       | 15           | 5            | 10           | 29     | 14     | 15     |
| Coppa Italia | -     | 0       | 0       | 0       | 1            | 0            | 1            | 1      | 0      | 1      |
| Totale       | -     | 14      | 9       | 5       | 16           | 5            | 11           | 30     | 14     | 16     |

G = partite giocate; V = partite vinte; P = partite perse

### Statistiche dei giocatori
| Giocatore     | Serie A1 | Serie A1 | Serie A1 | Serie A1 | Serie A1 | Coppa Italia | Coppa Italia | Coppa Italia | Coppa Italia | Coppa Italia | Totale | Totale | Totale | Totale | Totale |
| Giocatore     | P        | PT       | AV       | MV       | BV       | P            | PT           | AV           | MV           | BV           | P      | PT     | AV     | MV     | BV     |
| ------------- | -------- | -------- | -------- | -------- | -------- | ------------ | ------------ | ------------ | ------------ | ------------ | ------ | ------ | ------ | ------ | ------ |
| B. Agrifoglio | 20       | 4        | 0        | 3        | 1        | -            | -            | -            | -            | -            | 20     | 4      | 0      | 3      | 1      |
| S. Caruso     | 17       | 30       | 20       | 9        | 1        | 1            | 10           | 9            | 1            | 0            | 18     | 40     | 29     | 10     | 1      |
| A. Degradi    | 22       | 232      | 201      | 16       | 15       | 1            | 5            | 5            | 0            | 0            | 23     | 237    | 206    | 16     | 15     |
| A. Gay        | 4        | 0        | 0        | 0        | 0        | -            | -            | -            | -            | -            | 4      | 0      | 0      | 0      | 0      |
| L. Gicquel    | 29       | 442      | 358      | 53       | 31       | 0            | 0            | 0            | 0            | 0            | 29     | 442    | 358    | 53     | 31     |
| G. Giovannini | 27       | 84       | 79       | 4        | 1        | 1            | 5            | 4            | 1            | 0            | 28     | 89     | 83     | 5      | 1      |
| M. Jasper     | 29       | 175      | 156      | 11       | 8        | 1            | 5            | 5            | 0            | 0            | 30     | 180    | 161    | 11     | 8      |
| S. Kuznecova  | 27       | 305      | 249      | 26       | 30       | 1            | 10           | 10           | 0            | 0            | 28     | 315    | 259    | 26     | 30     |
| N. Signorile  | 29       | 42       | 19       | 15       | 8        | 1            | 2            | 2            | 0            | 0            | 30     | 44     | 21     | 15     | 8      |
| I. Spirito    | 27       | 1        | 1        | 0        | 0        | 1            | 0            | 0            | 0            | 0            | 28     | 1      | 1      | 0      | 0      |
| F. Squarcini  | 28       | 289      | 182      | 68       | 39       | 1            | 9            | 7            | 1            | 1            | 29     | 298    | 189    | 69     | 40     |
| F. Stufi      | 29       | 257      | 206      | 40       | 11       | -            | -            | -            | -            | -            | 29     | 257    | 206    | 40     | 11     |
| E. Zanette    | 21       | 44       | 39       | 2        | 0        | -            | -            | -            | -            | -            | 21     | 44     | 39     | 2      | 0      |

P = presenze; PT = punti totali; AV = attacchi vincenti; MV = muri vincenti; BV = battute vincenti